# Methanomethylovorans thermophila
A Methanomethylovorans thermophila egy termofil, Gram-negatív, metilotróf, metanogén Archaea faj. Az archeák – ősbaktériumok – egysejtű, sejtmag nélküli prokarióta szervezetek. Típustörzse: L2FAWT (=DSM 17232T =ATCC BAA-1173T).

## Fordítás
- Ez a szócikk részben vagy egészben  a   Methanomethylovorans thermophila című angol Wikipédia-szócikk fordításán alapul.  Az eredeti cikk szerkesztőit annak laptörténete sorolja fel. Ez a jelzés csupán a megfogalmazás eredetét és a szerzői jogokat jelzi, nem szolgál a cikkben szereplő információk forrásmegjelöléseként.